# 長野県立豊科高等学校
もしかして
- 長野県豊科高等学校

ではありませんか？